# Брагин, Алексей Владимирович
Алексе́й Влади́мирович Бра́гин (род. 24 января 1983, Москва) — российский программист, на протяжении многих лет руководитель и один из основных разработчиков операционной системы ReactOS, IT-предприниматель, создатель фьючерсов на первую криптовалюту.

## Биография
В 2003—2016 годах принимал активное участие в разработке практически всех частей операционной системы ReactOS, а с 2006 года занял позицию координатора проекта. Формально продолжает им оставаться.
В 2011 году разработал технологическую платформу для торговли производными инструментами в биткойнах. Являлся директором и, по некоторым данным, одним из соучредителей компании-оператора этой биржи. Биржа приобрела популярность из-за удобства использования нового типа фьючерсного контракта — обратный фьючерс, в то время, как классические фьючерсы оказались неприемлимы из-за сложности в расчётах цены.
С конца 2013 до февраля 2014 года совместно с участником команды ReactOS из США Стивеном Эдвардсом (Steven Edwards) запустил сбор средств на Kickstarter для создания коммерческой операционной системы на базе ReactOS. Заявленная цель в $120 тыс. не была достигнута даже наполовину.
В 2015 году представлял ReactOS в качестве проекта по импортозамещению программного обеспечения в Минкомсвязи, участвовал в защите проекта, а также был в составе рабочей группы в Министерстве связи и массовых коммуникаций под председательством министра связи Н. А. Никифорова.
С 2016 года занимал должность технического директора в шведской компании Safello в рамках сделки по приобретению технологических активов фьючерсной биржи.
В 2020 году в соответствии с планами компании Kraken по расширению бизнеса в РФ был назначен представителем Kraken Futures в России.
С 2022 года является соискателем ученой степени кандидата экономических наук в ЦЭМИ РАН
Преподаёт в МГТУ им. Н. Э. Баумана в должности ассистента на кафедре ИУ9 «Теоретическая информатика и компьютерные технологии» курс по операционным системам.

## Увлечения
Ведёт Youtube-канал, где выложены его лекции и информационные видео про операционные системы.
Интересуется винтажным научным оборудованием и промышленной археологией. Собрал и восстановил до рабочего состояния несколько электронных микроскопов.